# Kozak System
I Kozak System sono un gruppo rock ucraino, spesso rappresentante dell'Ucraina moderna ai festival musicali europei e mondiali. Venne fondato nel 2012 a Kiev da musicisti usciti dalla formazione degli Haydamaky.

## Storia del gruppo

### Fondazione
Nel 2012 gli Haydamaky subiscono una trasformazione, prendono il nome Kozak System e continuano a lavorare nella formazione ben conosciuta, mentre il posto del cantante del gruppo aggiornato viene affidato a Ivan Len'o. Il primo concerto dei Kozak System ha luogo a Ternopil' il 20 maggio 2012, data che gli stessi musicisti considerano come il giorno di nascita del gruppo.
In collaborazione con famosi artisti, poeti e musicisti ucraini, quali Oleksandr Položyns'kyj, Katja Chilly, Serhij Žadan, Andrij Sereda, Dmitro Lazutkin, Jurij Izdryk, nel novembre del 2012 Kozak System presentano il loro primo album di studio, intitolato Šablja. Nel primo anno dell'esistenza del gruppo sono stati girati i videoclip per due brani estratti dall'album di debutto: Šablja e Taka spokuslyva (divenuto in seguito la colonna sonora della celebre serie L'ultimo moskal', creata dalla 1+1 Production).

### 2013
Il 2013 viene contrassegnato per il gruppo da un'attiva tournée: oltre a numerose esibizioni in Ucraina, Polonia e Germania, i Kozak System rappresentano il loro Paese al Giorno dell'Ucraina nel Regno Unito e sulla scena folk del Przystanek Woodstock in Polonia.

### Rivoluzione
L'inizio dell'inverno del 2014 cambia radicalmente la vita di tutta la nazione: i Kozak System, fianco a fianco con noti artisti ucraini, non lasciano il palco dell'Euromaidan a Kiev, danno attivamente concerti e partecipano direttamente agli eventi della Rivoluzione ucraina, incitando in continuazione gli ucraini a non essere indifferenti al futuro del proprio Paese.
Al frontman del gruppo, Ivan Len'o, mentre comunica con amici musicisti all'Euromaidan, viene l'idea di fare qualcosa di grandioso che possa alzare lo spirito di migliaia di ucraini. Alla fine, è nato l'inno non ufficiale dell'Euromaidan, intitolato Brat za brata e scritto da Oleksandr Položynskyj. La notte del 1º dicembre, senza previa preparazione né prove, venne girato un videoclip per questa canzone, al quale partecipano i Kozak System, Taras Čubaj, Serhij Fomenko, Marija Burmaka, Oleg Sobčuk, Anželika Rudnyc'ka, Olena Hrozovs'ka, Eduard Prystuba, Jurij Žuravelj, Senja Prysjažnyj, Iryna Karpa, Dmytro Lazutkin, Oleksandr Pipa, Vadym Krasnookyj, Oles' Donij, Ruslan Lyžyčko, Svjatoslav Vakarčuk, Antin Muchars'kyj, Jevgen Nyščuk, Serhij Pantjuk. Nel videoclip, le immagini dei musicisti in studio di registrazione si alternano a quelle delle rivolte all'Euromaidan. I Kozak System diventano il volto del Maidan per la televisione polacca, passando molto tempo a fare dirette dal Maidan e dando interviste in lingua polacca per i mass media. La Lou Rocked Boys pubblica in Polonia il videoclip del brano Brat za brata, dove ai Kozak System si aggiunge il gruppo polacco degli Enej, tre cui membri sono di origine ucraina.

### 2014
Nel 2014 esce l'album dei Kozak System intitolato Pisni samonavedennja in collaborazione con Taras Čubaj. L'unione della musica etnica ucraina, della linea melodica rock e di quella reggae è un'idea del bassista dei Kozak System, che sognava da tempo di incarnare questo progetto nell'esistenza. Nell'album prevalgono variazioni di canti cosacchi, sono inoltre presenti testi di famosi poeti ucraini come Kost' Moskalec' та e Bogdan-Igor Antonyč. Nel giugno del 2014, i Kozak System si esibiscono al festival Krajowy Festiwal Piosenki Polskiej, dove si ritrovano sullo stesso palco della leggendaria Maryla Rodowicz, con la quale suonano I warto czekać, scritta per il supporto dell'Ucraina e ad hoc per il festival di Opole. Il concerto viene trasmesso in diretta dalla rete TVP1 e visto da circa 4,7 milioni di persone.

### 2015
Nel marzo del 2015 esce il terzo album, Žyvy i ljuby (la versione polacca ottiene il titolo Kochaj i żyj), presentato con un grande concerto nel club di Atlas a Kiev.
La canzone Naš manifest, nel quale i musicisti esprimono la loro netta posizione a proposito del Paese vicino nemico, diventa un successo in tutta Ucraina e lo è ancor oggi. Il 30 maggio, i tifosi della squadra di calcio ucraina Dynamo invitano i Kozak System, assieme agli Okean El'zy, Vopli Vidopliassova e S.K.A.I. per dare un concerto in occasione della vittoria della Dynamo allo Stadio Olimpico di Kiev, mentre nell'estate dello stesso anno i Kozak System rappresentano l'Ucraina al festival internazionale polacco Oświęcim LIFE Festival, dove suonano assieme agli UB40, Сhris De Burgh, Lemon e altri famosi musicisti da tutto il mondo. L'agosto per i Kozak System viene contrassegnato dal festival ceco TRUTNOFF, dove il gruppo diventa headliner insieme a Prodigy, The Subways e Matisyahu. Il 6 novembre nel club Sentrum, a Kiev, si apre il tour Naš manifest, nel corso del quale i musicisti visitano le più grandi città ucraine.

### 2016
La notte del Capodanno 2016 i Kozak System si esibiscono sul palco principale di Cracovia, per invito della rete polacca TVN, organizzatrice del FUNtastyczny Sylwester. A vedere quest'incredibile evento ci sono oltre 150.000 turisti e abitanti di Cracovia. Il 5 marzo a Kiev arrivano i loro amici polacchi Enej, che insieme ai Kozak System danno il concerto sold out Warszawa-Kyjiv. Sul palco del Sentrum i due gruppi danno due set che durano un'ora e mezza. Oltre alla musica, i Kozak System nel 2016 continuano a fare altre attività collaborative: danno concerti nell'Ucraina Orientale, diventano volontari del centro di cura dei bambini malati di cancro e scoprono altri loro confini: Ivan Len'o, cantante del gruppo, interpreta il protagonista del rock musical Got To Be Free, ispirato dall'Euromaidan e scritto dal famoso banchiere, filantropo e musicista Volodymyr Lavrenčuk. Durante una della scene del musical, Kozak System suonano su un palco improvvisato Brat za brata, riproducendo gli eventi della Rivoluzione ucraina. Dopo un'estate piena di concerti, il 12 novembre il gruppo presenta all'Atlas l'EP Ne moja, composto di cinque tracce: l'omonimo singolo Ne moja e due remix dello stesso, Basta con il testo di Jurij Izdryk e una nuova versione di Snih.

### 2017
Il 22 marzo, alla ceremonia del premio Selekcija dell'emittente Jam FM il singolo Ne moja vince nella nomination Miglior singolo: la canzone ha battuto tutti i record in termini di permanenza in vetta alla classifica. Nello stesso mese esce il singolo Mij druh, nel quale i musicisti collaborano con Oleksandr Položyns'kyj e Yarmak. Durante l'Eurovision Song Contest del 2017, che ha luogo a Kiev, i Kozak System danno un concerto nell'Eurovision Village. La tour estiva quest'anno copre l'Ucraina, gli Stati Uniti, il Canada, la Polonia, la Germania, l'Irlanda e l'Inghilterra.

### 2018
Il 16 gennaio 2018 diventa pubblica la notizia che il gruppo parteciperà alla selezione nazionale dell'Eurovision 2018. Con la canzone Mamai (scritta da Mykola Brovčenko) il gruppo si esibisce nella prima semifinale della selezione nazionale, senza però qualificarsi in finale. Il 30 marzo nell'Atlas viene presentato il quarto album del gruppo, Ne moja, che contiene 8 tracce. All'inizio di maggio, i Kozak System registrano l'inno della decima brigata d'assalto di montagna, Edel'vejsy, scritto dal comandante di un battaglione di questa brigata, Glib Babyč (soprannome Ozioso). Il videoclip del brano Podaj zbroju viene girato nell'area dell'ATO e in estate esce il lyric video della canzone ottimista Taka jak lito (il regista è Vitalij Klimov).
Intanto il lyric video di Ne moja supera la soglia di 1 milione di visualizzazioni su YouTube per poi raggiungere rapidamente i 2 milioni. Anche Koly vona ottiene il suo primo milione di visualizzazioni. 
Il 28 ottobre il gruppo dà un concerto sold out a Leopoli congiuntamente agli Enej.

### 2019
Nel febbraio del 2019, i musicisti presentano il loro nuovo videoclip Cholodnoho sičnja e passano tutto l'inverno nella sala prove, raccontando attivamente nei social ciò che stanno facendo: si ha la notizia che presto vedrà la luce il quinto album dei Kozak System. D'estate esce il video del brano Dosyt' sumnych pisen'. Si tratta del primo singolo estratto dall'album Zakochani zlodiji, annunciato per il 2020. La presentazione dell'album ha luogo il 29 febbraio 2020 nel Palazzo d'ottobre. Il video di Ne moja, canzone più conosciuta del gruppo, ottiene tre milioni di visualizzazioni su YouTube.

## Formazione
- Ivan Lenjo - voce, fisarmonica, tastiere
- Oleksandr Demjanenko - chitarra, mandolino, voce
- Volodymyr Šerstjuk - basso, voce
- Serhij Borysenko - percussioni, voce
- Serhij Solovej - tromba, voce, tastiere

## Discografia

### Album in studio
- 2012 - Šablja
- 2014 - Pisni samonavedennja (con Taras Čubaj)
- 2015 - Žyvy i ljuby
- 2018 - Ne moja
- 2020 - Zakochani zlodiji

## Curiosità
Nel videoclip Na#uj manifest il gruppo ha utilizzato una delle immagini della campagna Non comprare dai russi! e cioè una matrioska con un berretto, armata e barrata. Nella serie L'ultimo moskal' viene utilizzata la musica dei Kozak System, in particolare un frammento del brano Taka spokuslyva.

Nel repertorio del gruppo c'è una cover di Ace of Spades dei Motörhead. Molti poeti famosi si sono rifiutati di stendere la seconda strofa della canzone Ne moja (la prima è basata sulla poesia Dimmi poi se non è fantastico di Vasyl' Symonenko), temendo di non essere all'altezza. L'unico ad accettare è stato Oleksandr Položyns'kyj, leader dei Tartak e vecchio amico del gruppo.